# Толстиково (Шекснинский район)
Толстиково — деревня в Шекснинском районе Вологодской области.
Входит в состав сельского поселения Любомировского, с точки зрения административно-территориального деления — в Любомировский сельсовет.
Расстояние по автодороге до районного центра Шексны — 30 км, до центра муниципального образования Любомирово — 10 км. Ближайшие населённые пункты — Братково, Цибино, Славянка.
По данным переписи в 2002 году постоянного населения не было.